# Cynorta cruzensis
Cynorta cruzensis is een hooiwagen uit de familie Cosmetidae.